# Mangelia carlottae
Mangelia carlottae är en snäckart som beskrevs av Dall 1919. Mangelia carlottae ingår i släktet Mangelia och familjen kägelsnäckor. Inga underarter finns listade i Catalogue of Life.